# Radford Highlanders
Radford Highlanders (Montañeses de la Universidad de Radford) es la denominación de los equipos deportivos de la Universidad de Radford, institución académica ubicada en Radford, Virginia. Los Highlanders participan en las competiciones universitarias organizadas por la NCAA, y forman parte de la Big South Conference desde su fundación en 1983.

## Programa deportivo
Los Highlanders compiten en 6 deportes masculinos y en 9 femeninos:
| Masculino: - Baloncesto - Fútbol - Béisbol - Tenis - Golf - Campo a través | Femenino: - Baloncesto - Lacrosse - Golf - Tenis - Atletismo - Campo a través - Softball - Fútbol - Voleibol |

## Instalaciones deportivas
- Dedmon Center es donde disputan sus partidos los equipos de baloncesto y voleibol. Fue inaugurado en 1981 y tiene una capacidad para 3.200 espectadores.[1]
- Patrick D. Cupp Stadium es donde disputa sus encuentros el equipo de fútbol americano. Fue inaugurado en 2003 y tiene una capacidad para 5.000 espectadores.[2]